# Greatest Hits (본 조비의 음반)
《Greatest Hits》는 미국의 록 밴드 본 조비의 두 번째 컴필레이션 음반으로, 2010년 10월 29일, 아일랜드 레코드를 통해 발매되었다.
표준반에는 본 조비의 히트곡 14곡과 함께 이전에 공개되지 않았던 〈What Do You Got?〉, 〈No Apologies〉 두 곡이 수록되어 있다.
2장의 디스크로 구성된 《Greatest Hits – The Ultimate Collection》도 함께 발매되었으며, 이 버전에는 팬들에게 사랑받은 곡들이 담긴 두 번째 디스크와 함께, 컴필레이션 음반을 위해 새롭게 작곡된 오리지널 곡 〈This Is Love, This Is Life〉, 〈The More Things Change〉가 추가로 수록되었다.
음반 커버에 사용된 밴드 로고의 글꼴은 1985년부터 1988년까지 사용되었던 본 조비의 초기 로고로 회귀한 것이며, 동시에 본 조비가 하트와 단검 로고를 처음 사용한 작품이기도 하다.
본 조비는 2010년 11월 9일, 《Live on Letterman》 웹 시리즈를 통해 특별한 라이브 스트리밍 콘서트를 선보였으며, 이 한 시간 동안의 공연에서 음반 수록곡 대부분을 연주하였다.

## 상업적 성과
미국에서 이 음반은 2010년 11월 27일, 빌보드 200 차트에서 5위로 데뷔 및 최고 순위를 기록했으며, 첫 주 판매량은 88,000장으로 집계되었다. 이는 밴드의 1994년 베스트 음반 《Cross Road》의 첫 주 판매량인 84,000장을 넘어서는 수치였다. 다음 주에는 18위로 하락했으며, 총 85주 동안 차트에 머물렀다. 이와 더불어 톱 록 앨범 차트와 톱 하드 록 앨범 차트에서는 정상을 차지하였다. 2015년 2월 25일, 미국 음반 산업 협회(RIAA)로부터 100만 장 출하를 인정받아 플래티넘 인증을 받았다.
영국에서, 이 음반은 2010년 11월 13일에 2위로 진입하여 최고 순위를 기록했고, 87,000장이 판매되었다. 2주 동안 2위를 유지하다가 3주 차에는 6위로 하락했으며, 총 183주 동안 차트에 머물렀다. 2015년 1월 2일, 170만 장의 출하를 나타내며 영국 축음기 협회(BPI)로부터 세 차례 플래티넘 인증을 받았다.
이 음반은 또한 포르투갈, 아일랜드, 그리고 유럽 톱 100 앨범 차트에서 1위로 데뷔했으며, 독일과 오스트리아에서는 2위, 노르웨이에서는 5위로 진입했다.

## 곡 목록
| #   | 제목                                                | 작사·작곡                                | 오리지널 음반                  | 재생 시간 |
| --- | --------------------------------------------------- | ---------------------------------------- | ------------------------------ | --------- |
| 1.  | 〈Livin' on a Prayer〉                              | 존 본 조비, 리치 샘보라, 데스몬드 차일드 | 《Slippery When Wet》 (1986년) | 4:13      |
| 2.  | 〈You Give Love a Bad Name〉                        | 본 조비, 샘보라, 차일드                  | 《Slippery When Wet》          | 3:45      |
| 3.  | 〈It's My Life〉                                    | 본 조비, 샘보라, 맥스 마틴               | 《Crush》 (2000년)             | 3:44      |
| 4.  | 〈Have a Nice Day〉                                 | 본 조비, 샘보라, 존 생크스               | 《Have a Nice Day》 (2005년)   | 3:45      |
| 5.  | 〈Wanted Dead or Alive〉                            | 본 조비, 샘보라                          | 《Slippery When Wet》          | 5:11      |
| 6.  | 〈Bad Medicine〉                                    | 본 조비, 샘보라, 차일드                  | 《New Jersey》 (1988년)        | 5:16      |
| 7.  | 〈We Weren't Born to Follow〉                       | 본 조비, 샘보라                          | 《The Circle》 (2009년)        | 4:03      |
| 8.  | 〈I'll Be There for You〉                           | 본 조비, 샘보라                          | 《New Jersey》                 | 5:46      |
| 9.  | 〈Born to Be My Baby〉                              | 본 조비, 샘보라, 차일드                  | 《New Jersey》                 | 4:40      |
| 10. | 〈Blaze of Glory〉 (존 본 조비 솔로)                | 본 조비                                  | 《Blaze of Glory》 (1990년)    | 5:40      |
| 11. | 〈Who Says You Can't Go Home〉 (with 제니퍼 네틀스) | 본 조비, 샘보라                          | 《Have a Nice Day》            | 3:50      |
| 12. | 〈Lay Your Hands on Me〉                            | 본 조비, 샘보라                          | 《New Jersey》                 | 3:49      |
| 13. | 〈Always〉                                          | 본 조비                                  | 《Cross Road》 (1994년)        | 5:56      |
| 14. | 〈Runaway〉                                         | 본 조비, 조지 카라크                     | 《Bon Jovi》 (1984년)          | 3:53      |
| 15. | 〈What Do You Got?〉                                | 본 조비, 샘보라, 브렛 제임스             | 신곡                           | 3:47      |
| 16. | 〈No Apologies〉                                    | 본 조비, 샘보라                          | 신곡                           | 3:44      |

## 인증
| 국가                                                                                         | 인증        | 판매량/출하량 |
| -------------------------------------------------------------------------------------------- | ----------- | ------------- |
| 오스트레일리아 (ARIA)                                                                        | 8× 플래티넘 | 560,000       |
| 벨기에 (BEA)                                                                                 | 골드        | 15,000*       |
| 브라질 (Pro-Música Brasil)                                                                   | 골드        | 20,000*       |
| 캐나다 (뮤직 캐나다)                                                                         | 3× 플래티넘 | 240,000^      |
| 핀란드 (Musiikkituottajat)                                                                   | 골드        | 10,203        |
| 독일 (BVMI)                                                                                  | 플래티넘    | 200,000^      |
| 헝가리 (MAHASZ)                                                                              | 골드        | 3,000^        |
| 아일랜드 (IRMA)                                                                              | 2× 플래티넘 | 30,000^       |
| 이탈리아 (FIMI)                                                                              | 플래티넘    | 60,000*       |
| 일본 (RIAJ)                                                                                  | 골드        | 100,000^      |
| 뉴질랜드 (RMNZ)                                                                              | 2× 플래티넘 | 30,000        |
| 폴란드 (ZPAV)                                                                                | 골드        | 10,000*       |
| 포르투갈 (AFP)                                                                               | 플래티넘    | 20,000^       |
| 스페인 (PROMUSICAE)                                                                          | 플래티넘    | 60,000^       |
| 스웨덴 (GLF)                                                                                 | 골드        | 20,000        |
| 스위스 (IFPI 스위스)                                                                         | 골드        | 15,000^       |
| 영국 (BPI)                                                                                   | 5× 플래티넘 | 1,500,000     |
| 미국 (RIAA)                                                                                  | 플래티넘    | 819,000       |
| 요약                                                                                         |             |               |
| 유럽 (IFPI)                                                                                  | 플래티넘    | 1,000,000*    |
| *판매량을 기반으로 한 인증 · ^출하량을 기반으로 한 인증 · 판매량+스트리밍을 기반으로 한 인증 |             |               |